# Фернандо VII
Фердинанд VII (14 жовтня 1772, Сан-Лоренсо-де-Ель-Ескоріаль, Мадрид — 29 вересня 1833) — король Іспанії з 19 березня 1808 року по 6 травня 1808 року, вдруге з 8 грудня 1813 року по 29 вересня 1833 року. Походив з династії Бурбонів. Правив після зречення свого батька Карла IV (вперше) та після вигнання Жозефа I Бонапарта (вдруге).

## Принц Астурійський
До того, як Фердинанд посів королівський трон у 1808 році, значну частину життя провів у протистоянні з фаворитом свого батька Карла IV Мануелем Годоєм. Негативні особисті якості, слабкодухість, недостатня рішучість, недовіра до оточуючих, стали причиною того, що низка заколотів проти Годоя закінчилася невдало. До того ж, Фердинанд з переляку видав усіх своїх спільників.
Прискорив падіння Годоя та передачу влади від Карла IV до Фердинанда зовнішній чинник — дії Наполеона. 1807 року французи окупували Португалію (згідно з Фонтенблоською угодою 1807 року), яка до того з 1801 року належала до Іспанії. 19 березня 1808 року Фердинанд став королем.

## Правління
Перше володарювання Фердинанда VII було короткостроковим. Зречення Карла IV для Наполеона було несподіванкою. Він мав свій план з контролю Іспанії — змінити династію Бурбонів на Бонапартів. Вже 23 березня Йоахім Мюрат зайняв Мадрид. Бонапарт запросив Фердинанда VII у Францію 20 квітня Наполеон став вимагати зречення Фердинанда на користь Карла IV, чого в підсумку і досяг 6 травня. Але Карл IV ще напередодні — 5 травня — зрікся на користь Бонапартів.
Після поразки Наполеона під Лейпцигом у 1813 році політика Франції щодо іспанських Бурбонів змінилася. 11 грудня 1813 року у Валансе укладено угоду, згідно з якою королем Іспанії визнавався Фердинанд VII. З 1814 по 1820 рік влада Фердинанда VII була абсолютною, і не стримувалася парламентом. Ці роки не були спокійними. Дедалі більше зростало незадоволення. Щорічно відбувалися виступи військових проти уряду, так званні пронунсіаменто. Першим таким був виступ полковника Ріего 1 січня 1820 року. Була відроджена Конституція.
Революційні події 1820—1822 років викликали занепокоєння країн Священного союзу. Фердинанд запросив підтримку ззовні. У 1823 році французькі війська відновили владу Фердинанда VII. ліберальні свободи було ліквідовано. Фердинанд розпустив армію, щоб замінити її на нову. Але протистояння продовжувалося. Тепер критика йшла не тільки від лібералів, а й від незадоволених прихильників короля.

## Родина
1. Дружина Марія Антонія Бурбон-Сицилійська (1784—1806)
2. Ізабела Браганса (1792—1818)
3. Марія Йосефа Амалія Саксонська (1803—1829)
4. Марія-Христина Бурбон-Сицилійська (1806—1878)
Діти:
- Ізабела (1830—1904)
- Марія Луїза (1832—1897)